# Īslīce socken
Īslīce socken (lettiska: Īslīces pagasts) är ett administrativt område i Bauska kommun i Lettland.